# Can't Help Thinking About Me
"Can't Help Thinking About Me"é uma canção composta pelo músico britânico David Bowie em 1965 e lançada como single de David Bowie with The Lower Third em 1966. Este single foi o primeiro a ser lançado após Bowie começar a utilizar seu nome artístico em substituição a David Jones.

## Faixas
Faixas compostas por David Bowie.
1. "Can't Help Thinking About Me" - 2:47
2. "And I Say to Myself" – 2:29

## Créditos
- Produtor:
  - Tony Hatch
- Músicos:
  - David Bowie: vocal
  - Dennis Taylor: guitarra
  - Graham Rivens: baixo
  - Phil Lancaster: bateria
  - Tony Hatch: piano e vocal de apoio